# 2018–2019-es MRF Challenge Formula–2000-bajnokság
A 2018–2019-es MRF Challenge Formula–2000-bajnokság a széria 7. szezonja volt. Az idény 2018. november 16-án indult Dubajban és 2019. február 10-én végződött Csennaiban. 3 helyszínen rendeztek összesen 15 futamot.
A brazil Felipe Drugovich volt a címvédő, aki nem vett részt a szezon versenyein. A bajnoki címet brit Jamie Chadwick szerezte meg Max Defournyval szemben.

## Versenyzők
| 3       | Dylan Young           | összes |
| 4       | Jack Doohan           | 3      |
| 5       | Patrik Pasma          | összes |
| 7       | Chetan Korada         | összes |
| 8       | Michelangelo Amendola | összes |
| 10      | Sebastian Estner      | összes |
| 11      | Andreas Estner        | összes |
| 16      | Glenn van Berlo       | 3      |
| 18      | Reema Juffali         | 3      |
| 21      | Joshua Mason          | összes |
| 26      | Linus Lundqvist       | 3      |
| 33      | Max Defourny          | összes |
| 55      | Jamie Chadwick        | összes |
| 68      | Danial Frost          | 1–2    |
| 85      | Valdemar Eriksen[a]   | összes |
| 99      | Petr Ptáček           | 1–2    |
| Forrás: |                       |        |

Megjegyzés: ↑ a:  Eriksen nem volt jogosult pontszerzésre a Dubajban és Szahírban megrendezett versenyeken, mivel a fordulók előtt még nem töltötte be 16. életévét.

## Versenynaptár
| Forduló | Forduló | Versenypálya                          | Pályarajz          | Dátum              |
| ------- | ------- | ------------------------------------- | ------------------ | ------------------ |
| 1       | 1       | Dubai Autodrome, Dubaj                |                    | 2018. november 16. |
| 1       | 2       | Dubai Autodrome, Dubaj                |                    | 2018. november 16. |
| 1       | 3       | Dubai Autodrome, Dubaj                | 2018. november 17. |                    |
| 1       | 4       | Dubai Autodrome, Dubaj                | 2018. november 17. |                    |
| 1       | 5       | Dubai Autodrome, Dubaj                | 2018. november 17. |                    |
| 2       | 6       | Bahrain International Circuit, Szahír |                    | 2018. december 7.  |
| 2       | 7       | Bahrain International Circuit, Szahír |                    | 2018. december 7.  |
| 2       | 8       | Bahrain International Circuit, Szahír |                    | 2018. december 7.  |
| 2       | 9       | Bahrain International Circuit, Szahír | 2018. december 8.  |                    |
| 2       | 10      | Bahrain International Circuit, Szahír | 2018. december 8.  |                    |
| 3       | 11      | Madras Motor Race Track, Csennai      |                    | 2019. február 9.   |
| 3       | 12      | Madras Motor Race Track, Csennai      |                    | 2019. február 9.   |
| 3       | 13      | Madras Motor Race Track, Csennai      | 2019. február 10.  |                    |
| 3       | 14      | Madras Motor Race Track, Csennai      | 2019. február 10.  |                    |
| 3       | 15      | Madras Motor Race Track, Csennai      | 2019. február 10.  |                    |

## Összefoglaló
| Forduló | Forduló | Versenypálya                          | Pole-pozíció | Leggyorsabb kör       | Győztes versenyző | Listavezető    | Előny |
| ------- | ------- | ------------------------------------- | ------------ | --------------------- | ----------------- | -------------- | ----- |
| 1       | 1       | Dubai Autodrome, Dubaj                | Max Defourny | Danial Frost          | Max Defourny      | Max Defourny   | 30    |
| 1       | 2       | Dubai Autodrome, Dubaj                |              | Max Defourny          | Danial Frost      | Max Defourny   | 30    |
| 1       | 3       | Dubai Autodrome, Dubaj                | Max Defourny | Max Defourny          | Andreas Estner    | Max Defourny   | 30    |
| 1       | 4       | Dubai Autodrome, Dubaj                |              | Max Defourny          | Patrik Pasma      | Max Defourny   | 30    |
| 1       | 5       | Dubai Autodrome, Dubaj                |              | Jamie Chadwick        | Max Defourny      | Max Defourny   | 30    |
| 2       | 6       | Bahrain International Circuit, Szahír | Max Defourny | Max Defourny          | Andreas Estner    | Max Defourny   | 22    |
| 2       | 7       | Bahrain International Circuit, Szahír |              | Jamie Chadwick        | Jamie Chadwick    | Max Defourny   | 22    |
| 2       | 8       | Bahrain International Circuit, Szahír | Max Defourny | Max Defourny          | Max Defourny      | Max Defourny   | 22    |
| 2       | 9       | Bahrain International Circuit, Szahír |              | Jamie Chadwick        | Jamie Chadwick    | Max Defourny   | 22    |
| 2       | 10      | Bahrain International Circuit, Szahír |              | Jamie Chadwick        | Jamie Chadwick    | Max Defourny   | 22    |
| 3       | 11      | Madras Motor Race Track, Csennai      | Patrik Pasma | Patrik Pasma          | Patrik Pasma      | Jamie Chadwick | 43    |
| 3       | 12      | Madras Motor Race Track, Csennai      |              | Max Defourny          | Jamie Chadwick    | Jamie Chadwick | 43    |
| 3       | 13      | Madras Motor Race Track, Csennai      | Patrik Pasma | Patrik Pasma          | Patrik Pasma      | Jamie Chadwick | 43    |
| 3       | 14      | Madras Motor Race Track, Csennai      |              | Michelangelo Amendola | Jamie Chadwick    | Jamie Chadwick | 43    |
| 3       | 15      | Madras Motor Race Track, Csennai      |              | Jamie Chadwick        | Jamie Chadwick    | Jamie Chadwick | 43    |

## A bajnokság végeredménye
Pontrendszer
| Pozíció | 1. | 2. | 3. | 4. | 5. | 6. | 7. | 8. | 9. | 10. | Pole | LK |
| ------- | -- | -- | -- | -- | -- | -- | -- | -- | -- | --- | ---- | -- |
| Pont    | 25 | 18 | 15 | 12 | 10 | 8  | 6  | 4  | 2  | 1   | 2    | 2  |

(Félkövér: pole-pozíció, dőlt: leggyorsabb kör, a színkódokról részletes információ itt található)
| Pozíció | Versenyző             | UAE | UAE | UAE | UAE | UAE | BHR | BHR | BHR | BHR | BHR | CHE | CHE | CHE | CHE | CHE | Pont |
| ------- | --------------------- | --- | --- | --- | --- | --- | --- | --- | --- | --- | --- | --- | --- | --- | --- | --- | ---- |
| 1.      | Jamie Chadwick        | 2   | 4   | 2   | 5   | 2   | 4   | 1   | 4   | 1   | 1   | 5   | 1   | 5   | 1   | 1   | 280  |
| 2.      | Max Defourny          | 1   | 3   | 3   | 2   | 1   | 2   | 2   | 1   | 5   | 2   | 7   | 6   | 7   | 4   | 6   | 243  |
| 3.      | Patrik Pasma          | Ki  | 8   | 6   | 1   | 4   | 7   | 4   | 3   | 4   | Ni  | 1   | 5   | 1   | 6   | 2   | 186  |
| 4.      | Andreas Estner        | 11  | 7   | 1   | 6   | 5   | 1   | 7   | 2   | 3   | 5   | 4   | 3   | 4   | 7   | 4   | 181  |
| 5.      | Michelangelo Amendola | 5   | 5   | 5   | 3   | 9   | 8   | 5   | 5   | 6   | 6   | 2   | 4   | 2   | 2   | 3   | 172  |
| 6.      | Dylan Young           | 4   | 6   | 8   | 7   | 10  | 5   | 3   | 7   | 8   | 4   | 6   | 2   | 8   | 5   | 7   | 125  |
| 7.      | Danial Frost          | 3   | 1   | 11  | 4   | 3   | 3   | Ni  | 12  | 7   | 3   |     |     |     |     |     | 106  |
| 8.      | Petr Ptáček           | 6   | 2   | 4   | 10  | 6   | 6   | 9   | 6   | 2   | 7   |     |     |     |     |     | 91   |
| 9.      | Jack Doohan           |     |     |     |     |     |     |     |     |     |     | 3   | 9   | 6   | 3   | 5   | 50   |
| 10.     | Sebastian Estner      | 7   | 9   | 7   | 8   | 7   | 10  | 6   | 8   | 9   | Ki  | 11  | 14  | 11  | Ni  | 11  | 40   |
| 11.     | Linus Lundqvist       |     |     |     |     |     |     |     |     |     |     | 8   | 7   | 3   | Ki  | Ki  | 25   |
| 12.     | Josh Mason            | 9   | 10  | 10  | 9   | 11  | 12  | 10  | 10  | 10  | 8   | 14  | 12  | Ki  | Ni  | 12  | 19   |
| 13.     | Glenn van Berlo       |     |     |     |     |     |     |     |     |     |     | 10  | 8   | 10  | 8   | 9   | 12   |
| 14.     | Valdemar Eriksen      | 8   | 11  | 9   | 11  | 8   | 9   | 8   | 9   | 11  | 9   | 9   | 10  | 9   | Ni  | 8   | 9    |
| 15.     | Chetan Korada         | 10  | 12  | 12  | 12  | 12  | 11  | 11  | 11  | 12  | 10  | 12  | 11  | 13  | 10  | 10  | 9    |
| 16.     | Reema Juffali         |     |     |     |     |     |     |     |     |     |     | 13  | 13  | 12  | 9   | 13  | 2    |

## Külső hivatkozások
- A bajnokság versenyeinek hivatalos eredményei Archiválva 2020. augusztus 4-i dátummal a Wayback Machine-ben
- Az MRF Challenge hivatalos honlapja Archiválva 2020. augusztus 4-i dátummal a Wayback Machine-ben